# Dolac (gmina Berane)
Dolac (cyr. Долац) – wieś w Czarnogórze, w gminie Berane. W 2011 roku liczyła 1415 mieszkańców.